# Kościół Matki Boskiej Częstochowskiej w Zelowie
Kościół Matki Boskiej Częstochowskiej – rzymskokatolicki kościół parafialny należący do dekanatu zelowskiego archidiecezji łódzkiej.

## Historia i architektura
Jest to świątynia wybudowana w latach 1931–1933 w stylu modernistycznym. Budowla jest murowana i posiada jedną nawę. Budowlę poświęcił w 1933 roku biskup Kazimierz Tomczak. W 1976 w obchodach 50-lecia parafii uczestniczył biskup Józef Rozwadowski.
Do wyposażenia kościoła należą trzy ołtarze: główny poświęcony Matce Bożej Częstochowskiej, boczne, poświęcone: Najświętszemu Sercu Pana Jezusa, świętemu Antoniemu, organy o 16 głosach i 2 manuałach; 3 dzwony; stacje Drogi Krzyżowej oraz 3 stałe konfesjonały.

## Tablice pamiątkowe
W kościele umieszczone są tablice pamiątkowe ku czci:
- księdza Jana Grodkiewicza, proboszcza zelowskiego w latach 1925-1934, budowniczego świątyni, więźnia i ofiary niemieckiego obozu koncentracyjnego w Dachau (zamordowanego 6 maja 1942),
- żołnierzy Armii Krajowej i Konspiracyjnego Wojska Polskiego z Zelowa (dziewięć osób, w tym m.in. porucznika Jana Nowaka, ps. Cis, Troja, zastępcy dowódcy obwodu Łask oraz Władysława Rozpędskiego, ps. Ren, komendanta rejonu Zelów),
- 50-lecia parafii obchodzonego z udziałem biskupa Józefa Rozwadowskiego (1976),
- 75-lecia parafii (2001)[3].

## Galeria

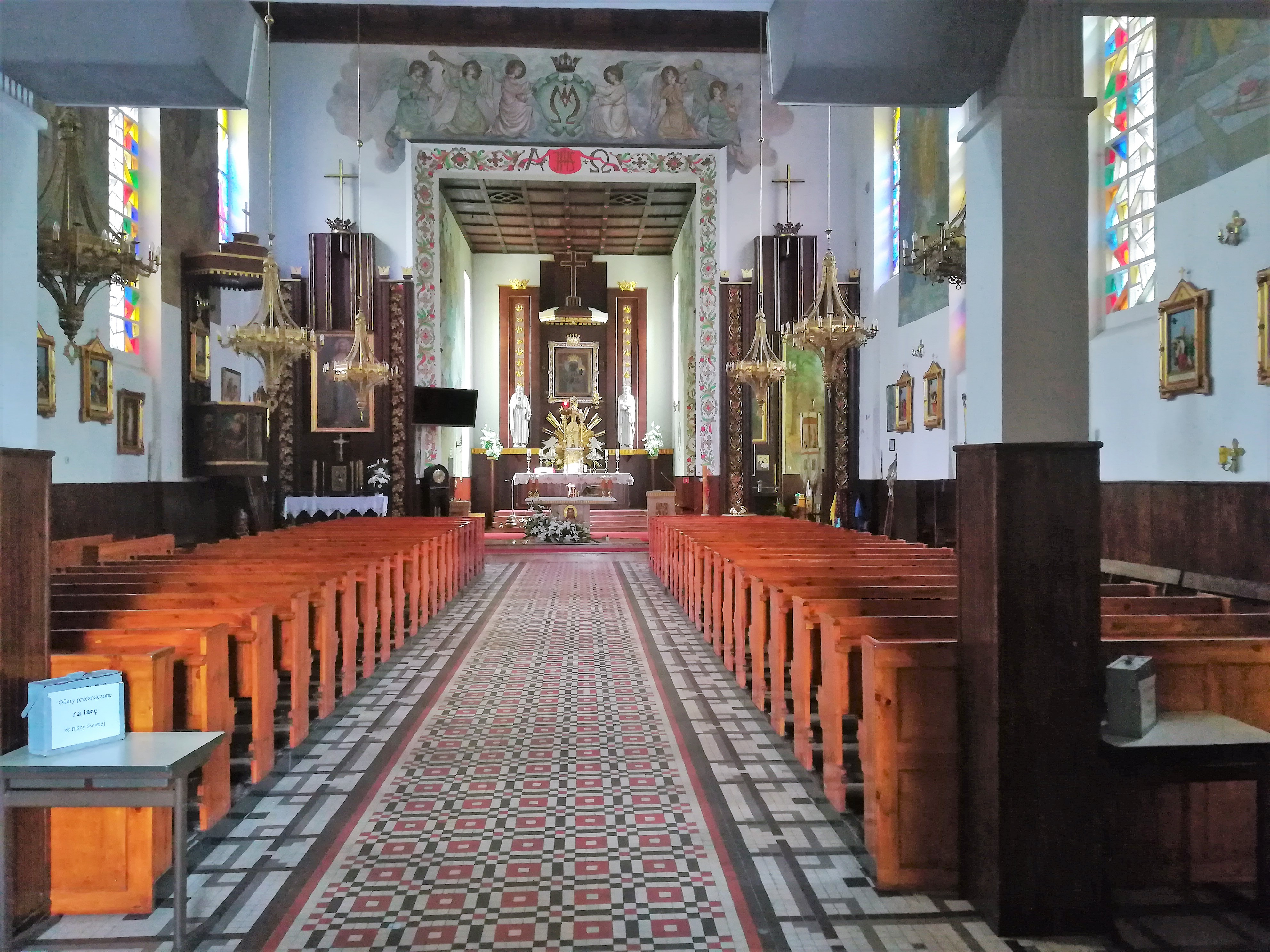
Wnętrze z ołtarzem
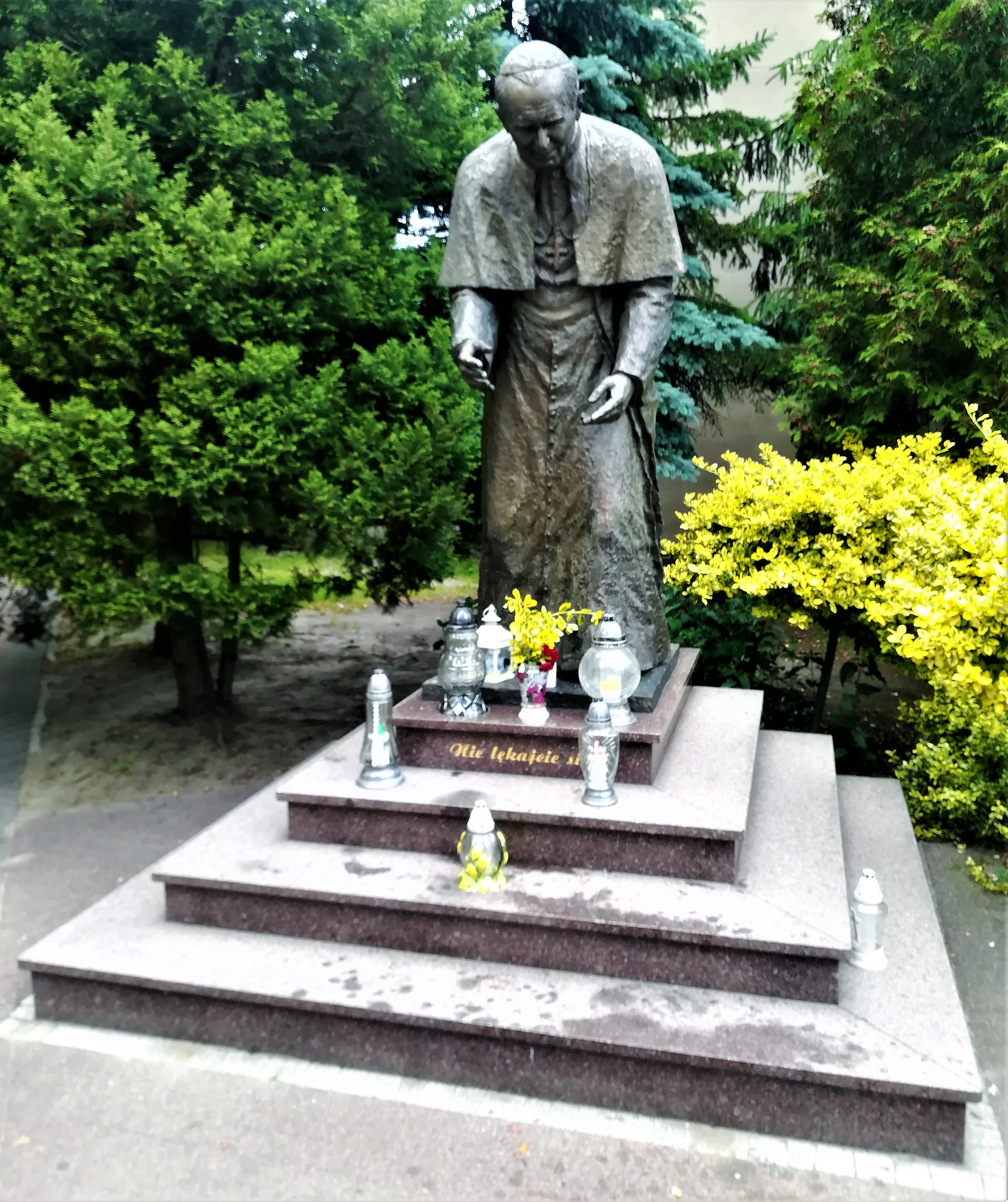
Pomnik Jana Pawła II
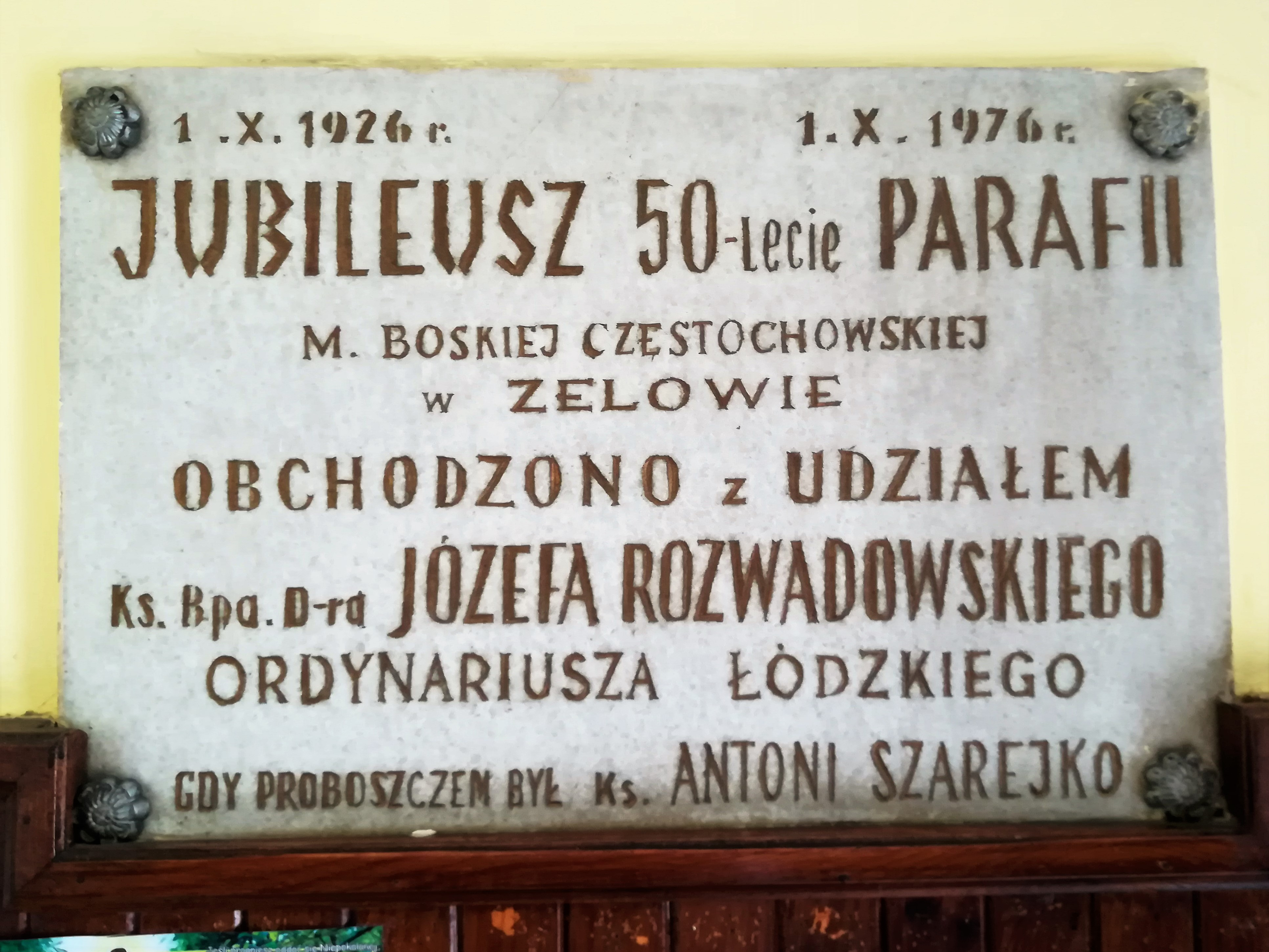
Tablica 50-lecia parafii